# Olden Polynice

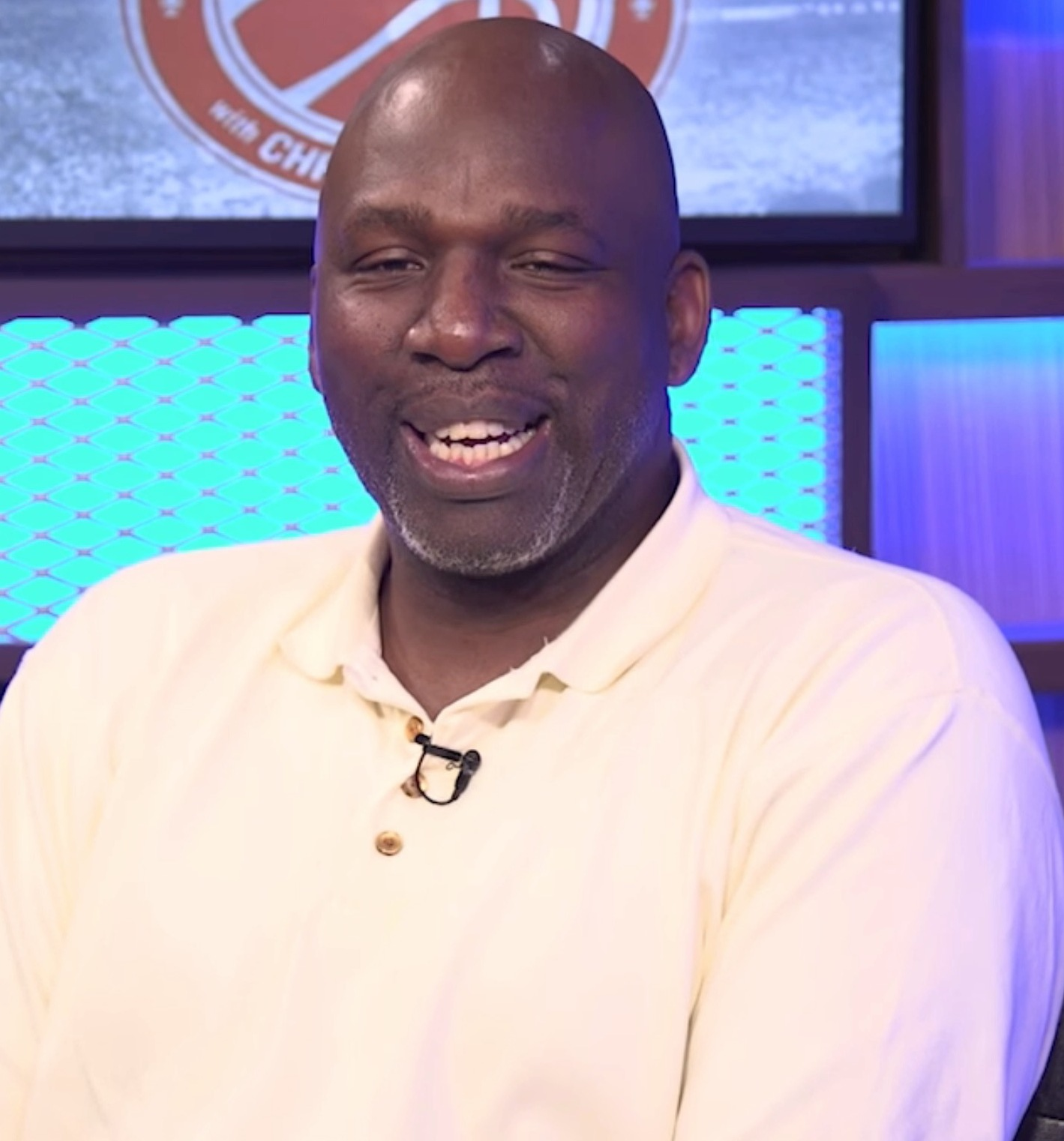
Olden Polynice, 2018

Olden Polynice (* 21. November 1964 in Port-au-Prince) ist ein ehemaliger haitianischer Basketballspieler.

## Laufbahn
Polynice kam 1972 von Haiti nach New York City, wo seine Eltern bereits lebten. Er begann erst mit 14 Jahren mit dem Basketballsport. Er spielte für die All Hallows High School in der Bronx, der 2,13 Meter Innenspieler wechselte 1983 an die University of Virginia und bestritt bis 1986 95 Spiele für die Hochschulmannschaft. Nachdem er in der Saison 1985/86 im Durchschnitt 16,1 Punkte, 8 Rebounds und 1,1 Blocks je Begegnung erzielt hatte, entschloss er sich zum Wechsel ins Profigeschäft.
Polynice spielte in der Saison 1987/87 bei Hamby Rimini in Italien und erzielte für die Mannschaft im Schnitt 17 Punkte und 11 Rebounds je Begegnung. Beim NBA-Draftverfahren 1987 wurde er an achter Stelle von den Chicago Bulls ausgewählt. Chicago gab ihn aber sofort im Tausch gegen Scottie Pippen an die Seattle Supersonics ab. Polynice bestritt bis 2004 insgesamt 1095 NBA-Spiele, die meisten für die Sacramento Kings. Er stand in der Liga ebenfalls in Seattle, bei den Los Angeles Clippers, den Detroit Pistons und den Utah Jazz unter Vertrag. Seine besten Statistiken erreichte Polynice in der Saison 1993/94, als er für Detroit im Schnitt 13,1 Punkte und 12,3 Rebounds erzielte. Zu Beginn der 2000er Jahre spielte er zeitweise für die Grand Rapids Hoops (2002/03), Gary Steelheads (2003/04) und Michigan Mayhem (2004/05) in der Continental Basketball Association (CBA). Zeitweise spielte er auch in der United States Basketball League und ab November 2005 für Los Angeles Aftershock in der ABA. Gleichzeitig war er bei der kalifornischen Mannschaft Co-Trainer. Als Cheftrainer war Polynice dann ebenfalls in der ABA der Long Beach Breakers tätig.
Sein Neffe Eniel Polynice wurde ebenso Berufsbasketballspieler.